# Canımana
Canımana is een dorp in het Turks district Kulu in de provincie Konya. 

## Geschiedenis
Het dorp werd in 1843 gesticht door Koerdische stammen uit Kirsehir. Krachtens wet nr. 6360 werden alle Turkse provincies met een bevolkingsaantal van minimaal 750.000 personen uitgeroepen tot grootstedelijke gemeenten (Turks: büyükşehir belediyeleri), waardoor de dorpen in deze provincies de status van mahalle hebben gekregen (Turks voor stadswijk). Ook Canımana heeft sinds 2014 de status van mahalle.

## Bevolking
In 2019 telde het dorp 1.125 inwoners, hoofdzakelijk etnische Koerden. In 1940 telde het dorp nog 322 inwoners, 311 inwoners in 1945 en 944 inwoners in 1985. In 1997 registreerde het dorp een recordhoogte van 1.371 inwoners (de facto) en 1.409 inwoners (de jure).
| Jaar | Totaal | Mannen | Vrouwen |
| ---- | ------ | ------ | ------- |
| 2019 | 1.125  | 559    | 566     |
| 2013 | 1.275  |        |         |
| 1997 | 1.409  |        |         |
| 1985 | 944    |        |         |
| 1970 | 629    | 313    | 316     |
| 1960 | 453    | 237    | 216     |
| 1955 | 369    | 184    | 185     |
| 1950 | 311    |        |         |
| 1945 | 311    | 166    | 145     |
| 1940 | 322    | 161    | 161     |